# Charles Phillip Richard Moth
Charles Phillip Richard Moth (Chingola, 8 luglio 1958) è un vescovo cattolico britannico, dal 21 marzo 2015 vescovo di Arundel e Brighton.

## Biografia
Charles Phillip Richard Moth è nato a Chingola, nell'allora protettorato della Rhodesia Settentrionale (oggi Zambia), l'8 luglio 1958. Quando aveva due anni la famiglia ha fatto ritorno nel Regno Unito. Da ragazzo prestava servizio come ministrante.

### Formazione e ministero sacerdotale
Ha frequentato la Judd School di Tonbridge, nel Kent. Ha compiuto gli studi per il sacerdozio al seminario interdiocesano "San Giovanni" di Wonersh a partire dal 1976.
Il 3 luglio 1982 è stato ordinato presbitero per l'arcidiocesi di Southwark nella chiesa di San Giovanni del seminario di Wonersh. In seguito è stato vicario parrocchiale della parrocchia di San Beda a Clapham Park, nel borgo londinese di Lambeth, e giudice del tribunale metropolitano di prima istanza di Southwark. È stato poi inviato in Canada per studi. Nel 1987 ha conseguito la licenza e il master in diritto canonico presso l'Università di San Paolo a Ottawa. Tornato in patria è stato curato della chiesa di San Salvatore a Lewisham; cappellano part-time del Corpo Medico della Territorial Army a Kennington; segretario privato dell'arcivescovo Michael George Bowen; maestro delle cerimonie; direttore dell'ufficio per le vocazioni e vice-cancelliere arcivescovile; presidente del tribunale metropolitano di seconda istanza di Southwark; vicario generale dal 2001 e amministratore parrocchiale delle parrocchie della Santa Croce a Plumsteas nel 2003 di San Giuseppe e Santa Maria a Cray nel 2009.
Nel 2001 è stato nominato prelato d'onore di Sua Santità.

### Ministero episcopale
Il 25 luglio 2009 papa Benedetto XVI lo ha nominato ordinario militare per la Gran Bretagna. Ha ricevuto l'ordinazione episcopale il 29 settembre successivo nella cattedrale metropolitana del Preziosissimo Sangue di Nostro Signore Gesù Cristo a Westminster dall'arcivescovo metropolita di Southwark Kevin John Patrick McDonald, co-consacranti l'arcivescovo emerito della stessa arcidiocesi Michael George Bowen e il vescovo di Menevia Thomas Matthew Burns. Hanno preso parte al rito anche l'arcivescovo Vincent Nichols e i cardinali Cormac Murphy-O'Connor e Keith Michael Patrick O'Brien.
Nel febbraio del 2010 ha compiuto la visita ad limina.
Il 21 marzo 2015 papa Francesco lo ha nominato vescovo di Arundel e Brighton. Ha preso possesso della diocesi il 28 maggio successivo con una cerimonia nella cattedrale di Santa Maria e San Filippo Howard ad Arundel.
Nel settembre del 2018 ha compiuto una seconda visita ad limina.
Monsignor Moth è anche presidente del consiglio dei governatori della St Mary's University di Twickenham e presidente del dipartimento per la giustizia sociale della Conferenza episcopale d'Inghilterra e Galles. Una delle sue responsabilità principali all'interno del dipartimento è quello di delegato per la pastorale carceraria. È stato esplicito su una serie di questioni che riguardano i detenuti e le loro famiglie, inclusi i pericoli del sovraffollamento, l'impatto del COVID-19 e l'importanza di creare un sistema di giustizia penale "che funzioni e offra un ambiente genuinamente riabilitativo [...] portando umanità e speranza nelle nostra prigioni".

## Genealogia episcopale
La genealogia episcopale è:
- Cardinale Scipione Rebiba
- Cardinale Giulio Antonio Santori
- Cardinale Girolamo Bernerio, O.P.
- Arcivescovo Galeazzo Sanvitale
- Cardinale Ludovico Ludovisi
- Cardinale Luigi Caetani
- Cardinale Ulderico Carpegna
- Cardinale Paluzzo Paluzzi Altieri degli Albertoni
- Papa Benedetto XIII
- Papa Benedetto XIV
- Papa Clemente XIII
- Cardinale Marcantonio Colonna
- Cardinale Giacinto Sigismondo Gerdil, B.
- Cardinale Giulio Maria della Somaglia
- Cardinale Carlo Odescalchi, S.I.
- Cardinale Costantino Patrizi Naro
- Cardinale Lucido Maria Parocchi
- Papa Pio X
- Cardinale Gaetano De Lai
- Cardinale Raffaele Carlo Rossi, O.C.D.
- Cardinale William Godfrey
- Vescovo Thomas Leo Parker
- Cardinale John Carmel Heenan
- Arcivescovo George Patrick Dwyer
- Vescovo Patrick Leo McCartie
- Arcivescovo Kevin John Patrick McDonald
- Vescovo Charles Phillip Richard Moth

## Araldica
| Stemma | Titolare                                                   | Descrizione |
|        | Charles Phillip Richard Moth Vescovo di Arundel e Brighton | Le strisce ondulate sono un riferimento al luogo di nascita del vescovo Moth, lo Zambia. Lo stemma di quel paese è costituito infatti da strisce simili in nero e argento. Nello stemma del presule i colori sono diversi: l'azzurro onora la Beata Vergine Maria mentre il rosso ricorda i martiri inglesi. Le croci di Gerusalemme poste in capo sono un riferimento all'appartenenza del vescovo all'Ordine equestre del Santo Sepolcro di Gerusalemme. Come motto ha scelto l'espressione "Pax et gaudium in Domino". Lo stemma è completato con gli ornamenti esterni che sono una croce processionale episcopale d'oro, posta dietro allo scudo e che si estende sopra e sotto lo stesso e un cappello ecclesiastico chiamato galero, con sei nappe in tre file su entrambi i lati dello scudo. Queste sono le insegne araldiche di un prelato del grado di vescovo come da disposizione della Santa Sede del 31 marzo 1969. Lo stemma è stato elaborato dal College of Arms. |